# Port de Esbjerg
Le port de Esbjerg, est un port maritime du Danemark sur la côte sud-ouest du Jutland.
Le port est une plaque tournante importante pour le trafic de produits agricoles vers l'Angleterre et un concurrent d'Aarhus et de Hambourg pour le fret en général. Construit par l'État en 1868, il était autrefois le principal port de pêche du Danemark, mais il est aujourd'hui devenu le premier port européen d'expédition d'éoliennes.

## Description
Le port d'Esbjerg couvre une superficie totale de 3,5 millions de m², dispose de 10 km de quais et d'une profondeur d'environ 4,5 m. Le quai offshore de Tauruskay a une profondeur de 6,3 m tandis que les cargaisons en vrac Australienkaj, l' Europakaj et le Vestkraftkaj pour conteneurs ont tous une profondeur latérale de 10,5 m. Le Englandskaj desservant le trafic passagers a une longueur de 310 m et une profondeur latérale de 7,6 m alors que le Færgehavn manipulant des conteneurs, des passagers et des ferries sur une longueur de 420 m a une profondeur latérale variable de 4,4 m à 9,3 m. D'autres quais comprennent le Humberkaj pour les cargaisons congelées, le Containerkaj pour les cargaisons conteneurisées roll-on, roll-off et l'Oliebro pour les vraquiers liquides.
Ces dernières années, le port a traité quelque 4 millions de tonnes de fret par an, dont quelque 500 000 tonnes de combustibles liquides.

## Histoire
Le port d'Esbjerg est créé en 1868 en remplacement du port d'Altona, qui était auparavant le port le plus important du Danemark en mer du Nord, mais qui est passé sous contrôle allemand après la Seconde Guerre du Schleswig en 1864. Le port est officiellement ouvert en 1874. Le même année, il bénéficie de la connexion ferroviaire d'Esbjerg à Fredericia sur la côte est du Jutland. Le développement initial du port s'achève en 1874. Il est rapidement devenu une plaque tournante pour l'exportation de produits agricoles vers l'Angleterre, en particulier le beurre et le bacon. Grâce aux installations maritimes du port, à la fin du XIXe siècle, la production animale dans la région environnante augmente considérablement. Dès le début du XXe siècle, Esbjerg attire des pêcheurs de tout le pays, notamment pour la pêche à la plie. Situé à environ 25 km, le phare de Blåvand dessert le trafic du port d'Esbjerg depuis sa construction en 1900.
Le port d'Esbjerg est administré par l'État jusqu'en 2000, date à laquelle il passe en contrôle privé sous la municipalité d'Esbjerg. C'est de nos jours l'un des quatre plus grands ports du Danemark. Il occupe une position centrale dans l'infrastructure de la région. En plus du trafic de conteneurs et de passagers, il attire des activités de transformation du poisson et des travaux de réparation maritime ainsi qu'une grande variété de services de soutien.